# Pietro II d'Alençon
Pietro di Valois-Alençon (1340 – Argentan, 20 settembre 1404) è stato un conte e militare francese.
Figlio di Carlo II d'Alençon e di Maria de la Cerda, fu conte d'Alençon (Pietro II), di Perche e Porhoet. Succedette al fratello Carlo.

## Biografia
Divenuto cavaliere nel 1350, fu uno degli ostaggi inviati in Inghilterra nel 1360 in cambio di re Giovanni II, suo cugino, che era stato fatto prigioniero alla battaglia di Poitiers del 1356. Pietro tornerà in Francia solo nel 1370.
Stette sotto gli ordini di Giovanni di Berry, figlio del re, e combatté in Aquitania col fratello Roberto contro gli inglesi. Presero Limoges, ma fallirono ad Usson (1371). Combatté poi in Bretagna con Bertrand du Guesclin, e fu ferito assaltando Hennebont.
Nel 1388 accompagnò re Carlo VI in una spedizione contro Guglielmo VI, duca di Gueldre e Juliers.

## Matrimonio e figli
Pietro sposò il 10 ottobre 1371 Maria Chamaillard (v.1345 - Argentan, 18 novembre 1425), viscontessa di Beaumont-au-Maine, Fresnay e Sainte-Suzanne, figlia di Guglielmo Chamaillard, signore d'Anthenaise, e della viscontessa Maria di Beaumont-Brienne. Pietro e Maria ebbero:
- Maria (1373-1417), che sposò a Parigi nel 1390 Giovanni VIII, conte d'Harcourt e d'Aumale e barone d'Elbeuf;
- Piero (1374-1375);
- Giovanna (1375-1376);
- Maria (1377);
- Giovanna (1378-1403);
- Caterina (1380-1462), che sposò nel 1411 Pietro di Navarra, figlio di Carlo II di Navarra; rimasta vedova, sposerà nel 1413 Ludovico VII di Baviera;
- Margherita, suora ad Argentan, (1383 - dopo il 1400);
- Giovanni il Saggio (1385-Battaglia di Azincourt 1415), conte e poi duca d'Alençon.

Pietro ebbe inoltre un figlio illegittimo:
- Pierre, bastardo d'Alençon, signore d'Aunou.

## Ascendenza
|                        |                         |                          | Genitori                |  |  | Nonni |  |  | Bisnonni               |  |  | Trisnonni           |  |
|                        |                         |                          |                         |  |  |       |  |  | Filippo III di Francia |  |  | Luigi IX di Francia |  |
|                        |                         |                          |                         |  |  |       |  |  | Filippo III di Francia |  |  | Luigi IX di Francia |  |
|                        |                         | Margherita di Provenza   |                         |  |  |       |  |  | Filippo III di Francia |  |  |                     |  |
| Carlo di Valois        |                         |                          |                         |  |  |       |  |  | Filippo III di Francia |  |  |                     |  |
|                        |                         | Isabella d'Aragona       | Giacomo I d'Aragona     |  |  |       |  |  |                        |  |  |                     |  |
|                        |                         | Isabella d'Aragona       | Giacomo I d'Aragona     |  |  |       |  |  |                        |  |  |                     |  |
|                        |                         | Isabella d'Aragona       | Iolanda d'Ungheria      |  |  |       |  |  |                        |  |  |                     |  |
| Carlo II d'Alençon     |                         | Isabella d'Aragona       |                         |  |  |       |  |  |                        |  |  |                     |  |
|                        |                         | Carlo II d'Angiò         | Carlo I d'Angiò         |  |  |       |  |  |                        |  |  |                     |  |
|                        |                         | Carlo II d'Angiò         | Carlo I d'Angiò         |  |  |       |  |  |                        |  |  |                     |  |
|                        |                         | Carlo II d'Angiò         | Beatrice di Provenza    |  |  |       |  |  |                        |  |  |                     |  |
| Margherita d'Angiò     |                         | Carlo II d'Angiò         |                         |  |  |       |  |  |                        |  |  |                     |  |
|                        |                         | Maria Arpad d'Ungheria   | Stefano V d'Ungheria    |  |  |       |  |  |                        |  |  |                     |  |
|                        |                         | Maria Arpad d'Ungheria   | Stefano V d'Ungheria    |  |  |       |  |  |                        |  |  |                     |  |
|                        |                         | Maria Arpad d'Ungheria   | Elisabetta dei Cumani   |  |  |       |  |  |                        |  |  |                     |  |
| Pietro II d'Alençon    |                         | Maria Arpad d'Ungheria   |                         |  |  |       |  |  |                        |  |  |                     |  |
|                        | Ferdinando di Castiglia | Alfonso X di Castiglia   |                         |  |  |       |  |  |                        |  |  |                     |  |
|                        | Ferdinando di Castiglia | Alfonso X di Castiglia   |                         |  |  |       |  |  |                        |  |  |                     |  |
|                        | Ferdinando di Castiglia | Violante d'Aragona       |                         |  |  |       |  |  |                        |  |  |                     |  |
| Ferdinando di La Cerda | Ferdinando di Castiglia |                          |                         |  |  |       |  |  |                        |  |  |                     |  |
|                        |                         | Bianca di Francia        | Luigi IX di Francia     |  |  |       |  |  |                        |  |  |                     |  |
|                        |                         | Bianca di Francia        | Luigi IX di Francia     |  |  |       |  |  |                        |  |  |                     |  |
|                        |                         | Bianca di Francia        | Margherita di Provenza  |  |  |       |  |  |                        |  |  |                     |  |
| Maria di La Cerda      |                         | Bianca di Francia        |                         |  |  |       |  |  |                        |  |  |                     |  |
|                        |                         | Giovanni I Núñez di Lara | Nuño González di Lara   |  |  |       |  |  |                        |  |  |                     |  |
|                        |                         | Giovanni I Núñez di Lara | Nuño González di Lara   |  |  |       |  |  |                        |  |  |                     |  |
|                        |                         | Giovanni I Núñez di Lara | Teresa Alfonso di León  |  |  |       |  |  |                        |  |  |                     |  |
| Giovanna Núñez di Lara |                         | Giovanni I Núñez di Lara |                         |  |  |       |  |  |                        |  |  |                     |  |
|                        |                         | Teresa di Haro           | Diego López III deiHaro |  |  |       |  |  |                        |  |  |                     |  |
|                        |                         | Teresa di Haro           | Diego López III deiHaro |  |  |       |  |  |                        |  |  |                     |  |
|                        |                         | Teresa di Haro           | Costanza di Béarn       |  |  |       |  |  |                        |  |  |                     |  |
|                        |                         | Teresa di Haro           |                         |  |  |       |  |  |                        |  |  |                     |  |

## Nella cultura di massa
Nel film del 2021 The Last Duel, diretto da Ridley Scott, la figura di Pietro è interpretata dall'attore statunitense Ben Affleck.